# قهرمان بازی
قهرمان بازی (به هندی: Heropanti) همچنین با عنوان قهرمان بزرگ نیز شناخته می‌شود یک فیلم اکشن و عاشقانه هندی محصول سال ۲۰۱۴ به کارگردانی صبیر خان است. در این فیلم بازیگرانی همچون تایگر شروف، کریتی سانون، پراکاش راج، ساندیپا دار، سونیل گروور ایفای نقش کرده‌اند.
دنباله این فیلم در سال ۲۰۲۲ با عنوان قهرمان بازی ۲ منتشر شد.

## داستان
دو جوان با وجود منظره خشونت‌آمیزی که در آن زندگی می‌کنند عشق پیدا می‌کنند.
داستانی مهر و موم شده از علاقه ای دو طرفه بین بالبو و دیملی که به جنگ و خون ریزی می‌انجامد.

## باکس آفیس
این فیلم تقریباً ۷۲۶ میلیون روپیه (۹٫۵ میلیون دلار آمریکا) در سراسر جهان فروخت. در پایان سه هفته، این فیلم ۵۰۰ میلیون روپیه (۶٫۶ میلیون دلار آمریکا) خالص در سینماها فروش کرده بود.